# James Jackson Putnam

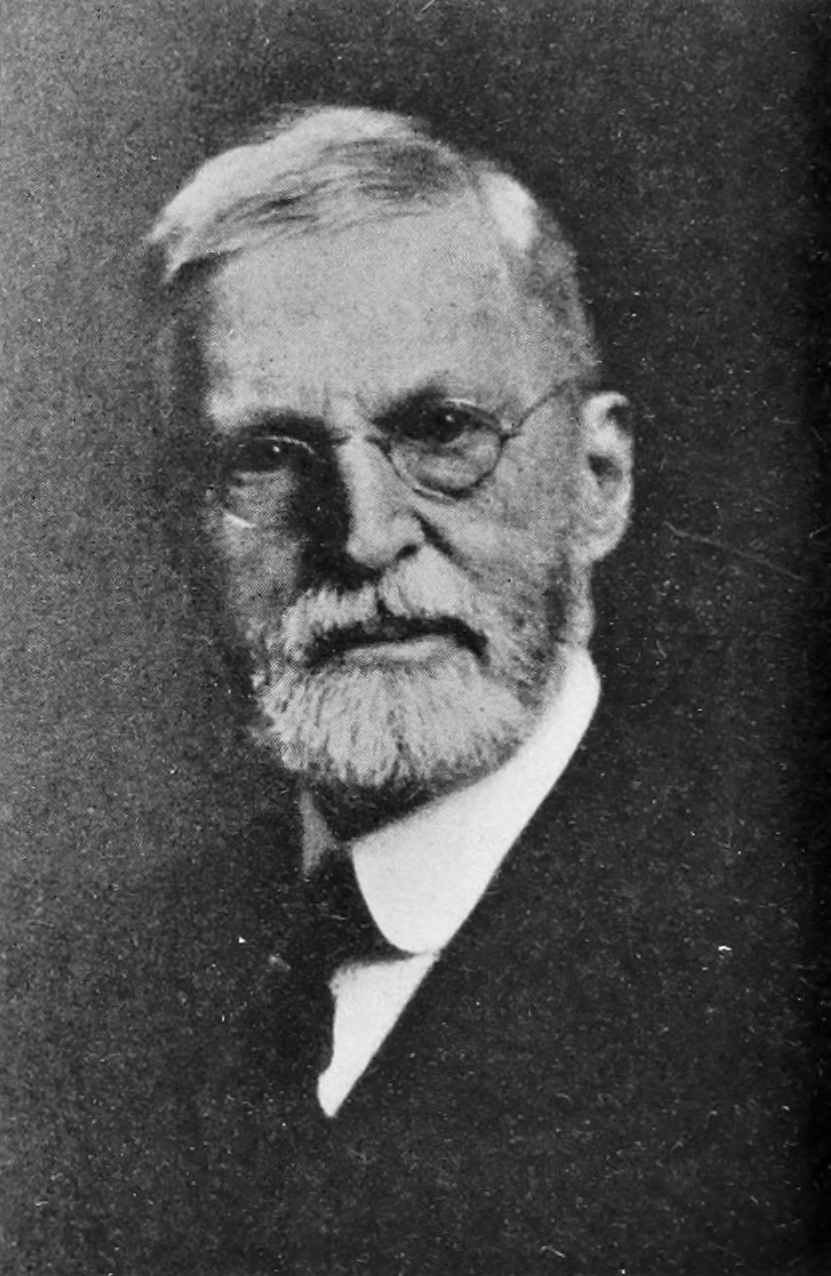
Dr. James J. Putnam

James Jackson Putnam (3 de outubro de 1846 - 4 de novembro de 1918) foi um neurologista estadunidense.

## Biografia
Nascido em Boston, Massachusetts e graduado no Harvard College com um diploma de bacharel em artes em 1866, Putnam foi para a Europa para estudar na companhia do Barão Carl von Rokitansky, Theodor Meynert e John Hughlings Jackson Jackson. Ele então frequentou a Harvard Medical School de 1872 a 1875, graduando-se em 1876 com o título de Doutor em Medicina. Em seu retorno ao Hospital Geral de Massachusetts, ele abriu uma clínica que se tornou o Departamento de Neurologia da Harvard Medical School.
Putnam foi membro fundador da American Neurological Association em dezembro de 1874 e foi seu presidente em 1888, e também membro fundador da American Psychoanalytical Association em 1911, sendo seu primeiro presidente e continuando a ocupar o cargo no ano seguinte. Ele foi nomeado Professor de Doenças do Sistema Nervoso em Harvard em 1893 e continuou até sua aposentadoria em 1912.
Em 1900, ele foi um dos signatários do "Protesto dos Amigos da Atual Administração do Instituto de Patologia de Nova York" junto com S. Weir Mitchell, Percival Bailey, Ira Van Gieson, Morton Prince, Frederick Peterson e muitos outros. Putnam foi um dos instrumentais para trazer Sigmund Freud para os Estados Unidos em 1909 e tornou-se cada vez mais interessado na psiconeurose e no uso da psicoterapia, contribuindo para a The Encyclopedia of the Self, escrevendo artigos sobre a necessidade da metafísica e dos motivos humanos, ambos posteriormente publicados como livros.  Ele também escreveu a introdução à tradução do alemão das Three Contributions to the Theory of Sex de Sigmund Freud. Ele fez uma série de contribuições para a neurologia e a medicina em geral - por exemplo, destacando o fato de que o hipertireoidismo pode terminar em mixedema. Ele também fez um trabalho investigativo muito inicial sobre os gânglios da base.
Putnam deu seu nome à acroparestesia de Putnam, uma condição caracterizada por dormência, formigamento, anestesia e descoloração das mãos ao acordar pela manhã. Juntamente com Charles L. Dana, MD (1852–1935), ele também descreveu a síndrome de Putnam-Dana, que é uma forma de degeneração neurológica subaguda generalizada causada pela deficiência de Vit.B12.
Em 1875-1876, Putnam, Henry Pickering Bowditch (1840-1911), William James (1842-1910) e seu irmão Charles Pickering Putnam (1844-1914) fundaram o Putnam Camp em St. Huberts, Condado de Essex, Nova York.
Putnam morava em Cotuit, Massachusetts.

## Publicações
- Putnam, James J.  Report on Electro-therapeutics (Containing Some Final Alterations).  Boston, 1873.
- Putnam, James J., and George A. Waterman.  Studies in Neurological Diagnosis.  Boston: Ellis, 1902.[8]
- Putnam, James J.  A Memoir of Dr. James Jackson, with Sketches of his Father, Hon. Jonathan Jackson, and his brothers, Robert, Henry, Charles, and Patrick Tracy Jackson; and some account of their ancestry.  Boston: Houghton, Mifflin, 1905.
- Putnam, James J.  “Personal Impressions of Sigmund Freud: his work with special reference to his recent lectures at Clark University,” The Journal of Abnormal Psychology 46(6) (Feb.-March 1910): 372–379.
- Putnam, James J.  On Some of the Broader Issues of the Psychoanalytic Movement.  [Philadelphia?: s.n., 1914?]
- Putnam, James J.  Human Motives.  Boston: Little, Brown, and Co., 1915.[9]